# Bazaar (Mary Quant)
Pour les articles homonymes, voir Bazaar.
Bazaar est une boutique des années 1960. La première est située à Chelsea au Royaume-Uni. Elle est ouverte par Mary Quant, son mari Alexander Plunkett-Greene, ainsi qu'un ami du couple, Archi McNair qui s'occupera de l'aspect juridique de l'affaire. Le lieu possède également un restaurant en son sous-sol,. Bazaar ouvre en septembre 1955 au no 138a de King's Road. L'endroit regroupe alors toutes sortes d'arts tels que le design, la mode, la musique, la cuisine et la rencontre, sans compter sa sélection de vêtements à la pointe de la mode, dont la minijupe quelques années après l'ouverture. Si au départ Mary Quant commercialise ce qu'elle trouve chez les grossistes, elle en vient à vendre ses propres créations. Par la suite, elle ouvre une seconde boutique du même nom.